# Vulpes vulpes ochroxantha
Vulpes vulpes ochroxantha es una subespecie de  mamíferos carnívoros  de la familia Canidae.

## Distribución geográfica
Se encuentra en Eurasia.